# 競馬の歴史 (日本)
競馬の歴史 (日本)では日本における競馬（近代競馬、洋式競馬）の成立と発展の歴史について述べる。
日本の競馬は現在、日本中央競馬会が施行する中央競馬と地方公共団体が施行する地方競馬に分かれる。これらは元々の起こりが異なり中央競馬は馬券黙許時代に政府が公認した競馬会によって行われた馬券発売を伴う競馬を、地方競馬は競馬規程に基づき地方長官の許可の下に行われた馬券発売を伴わない競馬をそれぞれ起源とする。なお、競技方式は中央競馬・地方競馬ともにかつて外国人居留地において居留外国人が行った西洋式のもの（円形の馬場と複数の競走馬を用いる。近代競馬、または洋式競馬という）が基になっている。

## 外国人居留地における競馬
江戸時代末期、アメリカ合衆国の圧力によって鎖国が解かれ横浜に外国人居留地が設けられた。そこで行われた競馬（居留地競馬）が日本最古の洋式競馬とされる。現在資料によって確認可能な最古の居留地競馬は、1860年（万延元年）に現在の横浜市中区元町において行われた競馬である。翌1861年（文久元年）には居留地内の海岸（横浜州干弁天社裏西、現在の横浜市中区相生町五丁目および六丁目）を埋め立てて造成した土地馬場が建設され、居留外国人が洋式競馬を行った。1862年（文久2年）には仮設ではあるが日本初の洋式競馬場である横浜新田競馬場が作られ、競馬施行体横浜レース・クラブの前身となるヨコハマ・レース・コミッティが居留外国人によって組織され、1866年（慶応2年）に江戸幕府が常設の競馬場としては初の横浜競馬場（根岸競馬場）を建設して以降は同競馬場において盛んに洋式競馬が行われた。この競馬は治外法権に基づいており、幕府や明治政府による賭博の禁止の影響を受けることなく馬券が発売された。ちなみに神戸居留地の近くにも競馬場が作られたが、こちらは数年で廃止となっている。
1905年、Mikado's Vaseを祖とする帝室御賞典競走が始まり、競馬法以降の最大の目標とされるようになった。同競走は天皇、皇族が来臨し、御賞典を賜るとして大レースとして扱われている。創立時は1マイルから始まったが、距離は次第に伸び1938年には現在の2マイル(3,200m)と古馬最高名誉の競走として今もなお続いている。

## 日本人による洋式競馬の模倣
やがて根岸競馬場において行われた洋式競馬を模倣して、各地で競馬が行われるようになった。当時の競馬はこのように政界、財界、あるいは軍や皇室、国賓などの上流階級のための催しとして行われ紳士淑女の集う場所とされていた。しかしこうした日本人による競馬は馬券の発売ができなかったため、経済的な理由でおおむね明治30年代には全て廃れた。
なお、この時期の競馬において競走馬として用いられたウマは主に日本の在来種およびその雑種である。

### 招魂社競馬
1870年（明治3年）に東京・九段の東京招魂社（現在の靖国神社）境内の馬場（1周500間、楕円形）で、兵部省主催による洋式競馬が行われた。これが、日本人の運営による国内初の洋式競馬である。以降1898年（明治31年）まで、招魂社（靖国神社）の例大祭に際して競馬が開催された。これを招魂社競馬という。
なお1870年代以降、地方の招魂社（現在の護国神社）の奉納競馬としても競馬が行われるようになった。

### 吹上御苑競馬
1875年（明治8年）、皇居西の丸（吹上御苑）に設けられた馬場において競馬が行われた。1880年（明治13年）から5年間は同馬場において定期的に競馬が行われた。

### 三田育種馬場競馬
1877年（明治10年）9月、三田育種馬場開場式の催しとして場内の馬場（1周620間、幅8間）において内務省勧農局が主催して洋式競馬が行われた。その後1880年（明治13年）から1882年（明治15年）にかけて興農競馬会社が同場を借りて小規模な競馬を開催した。明治天皇が観戦したという記録も残っている。これを三田育種場競馬という。

### 戸山学校競馬
1879年（明治12年）8月、来日したアメリカ合衆国前大統領・ユリシーズ・S・グラントを歓待するために陸軍戸山学校内に作られた馬場（1周1280メートル）において行われた洋式競馬。外務卿および宮内卿の主唱で陸軍によって開催された。後、共同競馬会社主催の戸山競馬が1879年（明治12年）秋から1884年（明治17年）春まで春秋に開催された。

### 共同競馬会社主催の競馬
華族が設立した共同競馬会社が主催した競馬。1879年（明治12年）11月に前述の戸山学校競馬場で、1884年（明治17年）から1892年（明治25年）まで上野不忍池競馬場（1周長さ880間（1,600メートル）コース幅12間（21.8メートル））で洋式競馬を開催した。

### 祭典競馬の洋式化
日本の各地では洋式競馬がもたらされる以前から、神社の祭典において祭典競馬が行われていた。その形式は直線の馬場を用い1頭ないし2頭のウマによって行われるというものであったが、外国人が洋式競馬を行うとその影響を受け祭典競馬として洋式競馬が盛んに行われるようになった。前述の招魂社競馬も洋式の祭典競馬のひとつである。
現在中央競馬あるいは地方競馬が行われている地域において初めて行われた洋式競馬が祭典競馬であったという例は数多い。なお祭典競馬の中には畜産業者の組合が主催し、のちに競馬が祭典から分離されて地方競馬へと発展したケースや祭典競馬を行うために建設された競馬場が地方競馬に使用されるようになったケースもある。こうしたケースにおいては、祭典競馬が地方競馬の起源であるということも可能である。
以後の歴史については、現在の中央競馬へ至る流れと地方競馬へ至る流れとに分けて述べる。

## 中央競馬へ至る流れ

### 公認競馬の始まり

#### 馬券黙許
日清戦争・日露戦争において日本の軍馬が西欧諸国のそれに大きく劣ることを痛感した政府は、内閣直属の馬政局を設置して馬匹改良に着手した。馬政局はアメリカから14頭のサラブレッドを輸入し、優れた種馬を選抜育成して質の高い馬を多数生産するとともに、馬の育成・馴致・飼養技術を高めた。
さらに国内における官民の馬産事業を振興するためには競馬を行って優勝劣敗の原則を馬産に導入すると共に馬券を発売して産馬界に市場の資金を流入させる必要があるとして、馬券の発売を前提とした競馬の開催を内閣に提言した。賭博行為は違法であったが競馬は軍馬育成の国策に適うとして、桂太郎内閣は「競馬賭事取締に関する農商務、陸軍、内務、司法四大臣合議書」により馬券の発売を黙許するとの方針を1905年（明治38年）12月に通達しこれにより馬券発売を伴う競馬の開催が可能となった。四大臣合議書の附筆には「馬匹の速度力量技能その他に関する知識の優劣を争うための確保手段として多少の金銭等を賭ける如きは刑法にいわゆる賭銭賭博の行為にあらざるものと信ぜられる云々」と説明付けられている。
しかし、あくまでも馬の改良の促進のための資金繰りを目的とした馬券許諾であり、利潤追求を目的とした運営がされないよう1906年には条件に合致する施設のみが馬券販売を伴う競馬開催が可能であるとする閣令「競馬開催を目的とする法人設立及び監督に関する件」の公布がされた。
また、1907年には鳴尾速歩会が設立、繋駕速歩競走でも黙許競馬が行われた。

#### 東京競馬会の成功
馬券発売が黙許されたことを受けて根岸の日本レース・クラブをモデルとした模範的な競馬会の設立が計画され1906年（明治39年）4月、加納久宜貴族院議員（子爵）を中心とする東京競馬会が池上競馬場を新設して日本人の手による初めての馬券発売を伴う競馬が行われた（先行する日本レース・クラブの横浜競馬場は外国人の経営）。同会の理事には加納をはじめ陸軍馬廠戸山厩舎長安田伊左衛門騎兵中尉、元文部大臣の尾崎行雄東京市長らが就任したほか競馬開催の実務経験の豊富な日本レース・クラブから数名の外国人役員が招聘された。
当時考えうる超一流のスタッフを集め、とくに馬券の発売や払戻し、配当の計算、発馬、審判などの重要な業務には横浜から熟練の外国人スタッフを招聘して行われた第1回の開催は予想をはるかに上回る売上（4日間で96万円）を記録し大成功におわった。

#### 公認競馬施行体の乱立と競馬排斥運動
東京競馬会の成功に続けと日本各地で公認競馬を開催しようとする動きが起こり、社団法人の設立申請が相次いだ。安田をはじめとする東京競馬会の役員は準備不足による混乱を危惧し認可は慎重に行うように進言したが認可を乱発し、これを受けて翌1907年（明治40年）と1908年（明治41年）には札幌、函館、川崎、板橋、目黒、松戸、藤枝、新潟、京都、鳴尾（鳴尾東浜と鳴尾西浜の2つ）、小倉、宮崎に競馬施行を目的とする社団法人が相次いで誕生した（なお栃木県小山にも公認が与えられたが、直後に馬券が禁止されて開催実現はしなかった。詳細は後述）。先行する横浜、池上にこれらを加えて1908年（明治41年）には全国で15か所の競馬場で競馬が行われた。政府は馬券発売による風紀の乱れを心配し、入場料、馬券とも高額に設定させた。高額な入場料を払えるのは上流階級に限るだろうししたがって競馬場は上品な場になるだろうと考えたのである。
しかしそうした団体では競馬運営を熟知した者が不足し、一部では営利主義に走るものも出て馬券の配当金の計算がおかしいとか八百長といった騒動が連日頻発した。また、施行団体側も利潤追求を目的とした別会社を立ち上げ馬券販売を先導する動きもあり、環境悪化が加速した。紳士淑女を集め上品な場になるはずの競馬はあっという間にやくざ者が出入りする柄の悪い場所へと成り下がった。そのため、競馬排斥論が世論の中心となった。

#### 馬券発売の禁止
当時の馬券の発売は前述のように政府の黙許に拠っており法的根拠はなく、各競馬倶楽部に政府の馬政官が派遣され監督をしていた。1908年（明治41年）9月、馬券禁止の強硬派であった岡部長職司法大臣は神戸地裁検事に命じ馬政局に無断で鳴尾競馬の馬券販売主任者を賭博容疑で検挙した。世論はこれを支持し、新聞は競馬撲滅論を書きたてた。驚いた競馬関係者は桂太郎首相に直々にあたって政府の方針を問いただし一度は競馬開催と馬券発売の黙許継続の確認を得たが、10月5日になって突如馬券発行禁止の閣令が発せられた。東京競馬会の認可より僅か2年の出来事であった。僅か2年を馬券黙許時代という。
15の競馬施行団体は損害賠償を求め、競馬は賭博に当たらないとして1911年より毎年のように提訴をしたが、その都度否定されてきた。

### 競馬倶楽部による公認競馬

#### 生産目標としての競走
馬政局は1910年に連合競走施工要領、スタミナに長ける馬の生産の奨励を行った。競馬競走は競馬倶楽部単位で行われていたが、各倶楽部で最も優秀な競走馬で行う優勝内国産馬連合競走（連合二哩)を開催し、1937年に帝室御賞典へ統合されるまで毎年行われることとなった。1917年までは毎秋に、以降は春秋の年二回開催していた。
1932年、安田伊左衛門がイギリスのダービーを模範とする東京優駿大競走を創設した。英クラシックを模範とする競走は、後述の日本競馬会設立後の1938年に整備する動きが始まっている。1946年の優駿牝馬、1947年の桜花賞、1948年の菊花賞、1949年の皐月賞と日本にも五大クラシック競走が整備された。
また、1929年から、繊細なサラブレッドとは別に適応力に優れるアラブ系の競走も開催されるようになった。

#### 補助金競馬
馬券の発売が禁止されたことにより公認競馬の各施行体は収入源を断たれ、競馬を開催することがきわめて困難な状況に追い込まれた。しかしながら当時の政府は前述したように軍馬の品種改良に取り組んでおり生産の奨励、品種改良の成果確認のために競馬の開催を必要としていた。そのため、政府は馬券発売を伴わない競馬開催を推進することとした。
政府は旧来の施行体をすべて解散させ新たに全国11の競馬倶楽部を競馬施行体とし、補助金を支出した。このような補助金をもとにして行われた競馬を補助金競馬という。なお補助金競馬の開始に伴い1908年（明治41年）11月、閣令として競馬規程が発せられた。

#### 景品競馬
前述のように馬券は禁止され、政府は馬券発売を伴わない競馬を推奨したが馬券を売らない競馬は開催しても不人気で観客席は閑古鳥が鳴いていた。あまりの不人気に、実際には入場者に対して勝ち馬を予想し、的中者に景品を付与するという形で賭けが行われるようになった。これを景品競馬という。このとき発売したのは馬券ではなく勝馬投票券といい、この勝馬投票券という名称は現代でも馬券の正式名称として使われている言葉である。現金ではなく景品での払い戻し、なおかつ販売枚数や払い戻しの上限を設ければギリギリ賭博罪を免れながら、賭る楽しみを求められるだろうという苦肉の発案である。景品競馬は1913年（大正2年）に宮崎競馬倶楽部が宮崎競馬場において実施し、翌年には目黒競馬場などでも取り入れ、以降全国各地の競馬場で行われた。景品競馬は後述のように（旧）競馬法が成立し馬券発売が再開された後には公認競馬では行われなくなったが、畜産組合が主催する競馬および地方競馬では引き続き行われた。

#### （旧）競馬法成立
馬券の発売が禁止された後、安田伊左衛門を中心に1909年（明治42年）と1914年（大正3年）に馬券発売を合法化する競馬法の制定が試みられたがいずれも貴族院の反対によって失敗に終わった。しかし補助金競馬への政府の支出が増大し続けたことで、国会財政上の理由から馬券発売の再開を推進する動きが勢いを増した。さらに軍馬を確保するために馬産の振興を目指していた日本陸軍は、振興策として競馬の活性化を訴えた。その結果、1923年（大正12年）に（旧）競馬法が成立。馬券の発売が再開された。

### 日本競馬会による公認競馬
1936年（昭和11年）、全国に11あった競馬倶楽部と帝国競馬協会を統合する形で、国家が統制管理する運営団体の日本競馬会が創設された。競馬場など各競馬倶楽部の財産は日本競馬会が所有することとなった（詳細については日本競馬会を参照）。
前述の五大クラシック競走の創立や帝室御賞典競走の整備も行い、引き続きより優れた競走馬の生産に尽力することとなる。
太平洋戦争が開始された後も、戦時にもかかわらず射幸心を刺激させるなどの批判はあったものの多額の国庫納付金、軽種（サラ系、アラブ系）種馬の取得などのメリットから公認競馬は開催され続けた。しかし戦局が悪化する中、1943年（昭和18年）春には阪神競馬場と横浜競馬場が軍事施設に転用、さらに同年中には他の競馬場施設も軍需工場や戦力増強部門に応召することが決定され、同年12月19日の宮崎競馬場における開催をもって公認競馬は中止された。京都競馬場および東京競馬場の2場に限っては、軽種種馬の生産維持と能力検定の場とする名目で存置され、
1944年（昭和19年）には京都競馬場および東京競馬場において勝ち馬投票券を発売しない能力検定競走という名目で施行されたが、翌1945年（昭和20年）には都心部での競走施行そのものが困難となったことから、能力検定の舞台を北海道と東北地方に移すこととなった。終戦直前の同年8月と終戦後の同年10月には、北海道および東北地方においてごく小規模な能力検定競走が行われた。
なお、終戦後まもなく日本各地で闇競馬が行われるようになった（詳細は闇競馬、および地方競馬において記述）が興行面で成功したものが多く公認競馬の再開を後押しする一因となった。なお、闇競馬の中には進駐軍が中心となって開催されたもの（進駐軍競馬）もある（詳細は進駐軍競馬において記述）。

### 国営競馬の開始
戦後の1946年（昭和21年）10月、日本競馬会が主催する競馬は再開された。
これには畜産業の復興支援の他、当時際限が見えなかったインフレーション対策として浮動通貨の吸収という緊急の目的があり、その為、従来の1人1枚限りという馬券の発売制限が撤廃され10倍が上限だった払戻金の制限を100倍まで拡大するなどの処置が取られた。
だが、まもなく連合国軍最高司令官総司令部経済済科学局公正取引課によって日本競馬会が独占禁止法に違反するという指摘がなされ1948年（昭和23年）6月に日本競馬会は解散。同年9月からは競馬法に基づき、農林省の管理のもと国営競馬が行われるようになった。

### 日本中央競馬会の発足
国営競馬は行政のスリム化を図る吉田茂内閣のもとでその存在が問題視されるようになり国会における議論の末、特殊法人日本中央競馬会を主催者とすることが決定。1954年（昭和29年）秋から日本中央競馬会を主催者とする中央競馬がスタートした。
以後の中央競馬の歴史については、中央競馬の歴史・競馬ブームを参照。

## 地方競馬へ繋がる流れ
ここでは、地方における競馬に共通する流れについて記述する。地域ごとの詳細な歴史については競馬の歴史 (北海道)、競馬の歴史 (東北地方)、競馬の歴史 (関東地方)、競馬の歴史 (中部地方)、競馬の歴史 (近畿地方)、競馬の歴史 (中国地方)、競馬の歴史 (四国地方)、競馬の歴史 (九州地方)を参照のこと。

### 畜産組合が主催する競馬
前述したように日清戦争・日露戦争の経験から馬匹の改良に着手した政府は、馬券の発売を禁止する一方で馬産を活性化させるために競馬の開催を奨励する政策をとった。1906年（明治39年）の産馬奨励規定（競馬に関する閣令）にて、馬の生産が行われている地方において地方行政庁が認可を与えた団体（畜産業者の組合など）が行う競馬に対する賞牌と賞金の授与や競馬開催費の補助を定め1910年（明治43年）の改正競馬規程（閣令）によって地方の産牛馬組合（1921年（大正10年）以降は畜産組合）が地方長官の許可の下に競馬を開催をすることが可能となった。こうして行われるようになった競馬が、制度上は現在の地方競馬の直接のルーツである。

### 「地方競馬」の誕生
1927年（昭和2年）に地方競馬規則（農林省・内務省の省令）が制定され、はじめて「地方競馬」という言葉が法令に登場した。

### 鍛錬馬競走
1938年（昭和13年）に国家総動員法が制定され総力戦遂行のためにすべての人的・物的資源を政府が統制運用できるようになると、国家総動員法の趣旨に従う形で、地方競馬を規律する「軍馬資源保護法」が制定された。「地方競馬」の名称は「鍛錬馬競走」に改められ、軍用保護馬を用いた競走が行われた。鍛錬馬競走では馬券の発売が認められたため、前述の景品競馬は行われなくなった。

### 闇競馬
前述したように、戦後は日本各地で闇競馬が行われた。闇競馬の多くは盛況を極め世間の競馬人気を改めて示す形となったが、同時に治安の低下を招き反社会的な団体の収入源となるなどの問題が指摘された。この問題に対処すべく1946年（昭和21年）に地方競馬法が制定され、都道府県の馬匹組合・馬匹組合連合会以外は地方競馬を主催することができなくなったことで闇競馬は消滅した。
しかし、まもなくGHQによって馬匹組合や馬匹組合連合会による地方競馬の開催は独占禁止法に違反するという指摘がなされたため1948年（昭和23年）以降は競馬法に基づき地方公共団体が地方競馬を主催することとなった。
以後の地方競馬の歴史は地方競馬の歴史を参照。